# Diary of Dreams
Diary of Dreams est un groupe allemand de dark wave, mené par le chanteur Adrian Hates. Après des débuts dark wave, le style musical évolue au tournant du siècle et intègre des éléments electro et pop futuriste.

## Biographie

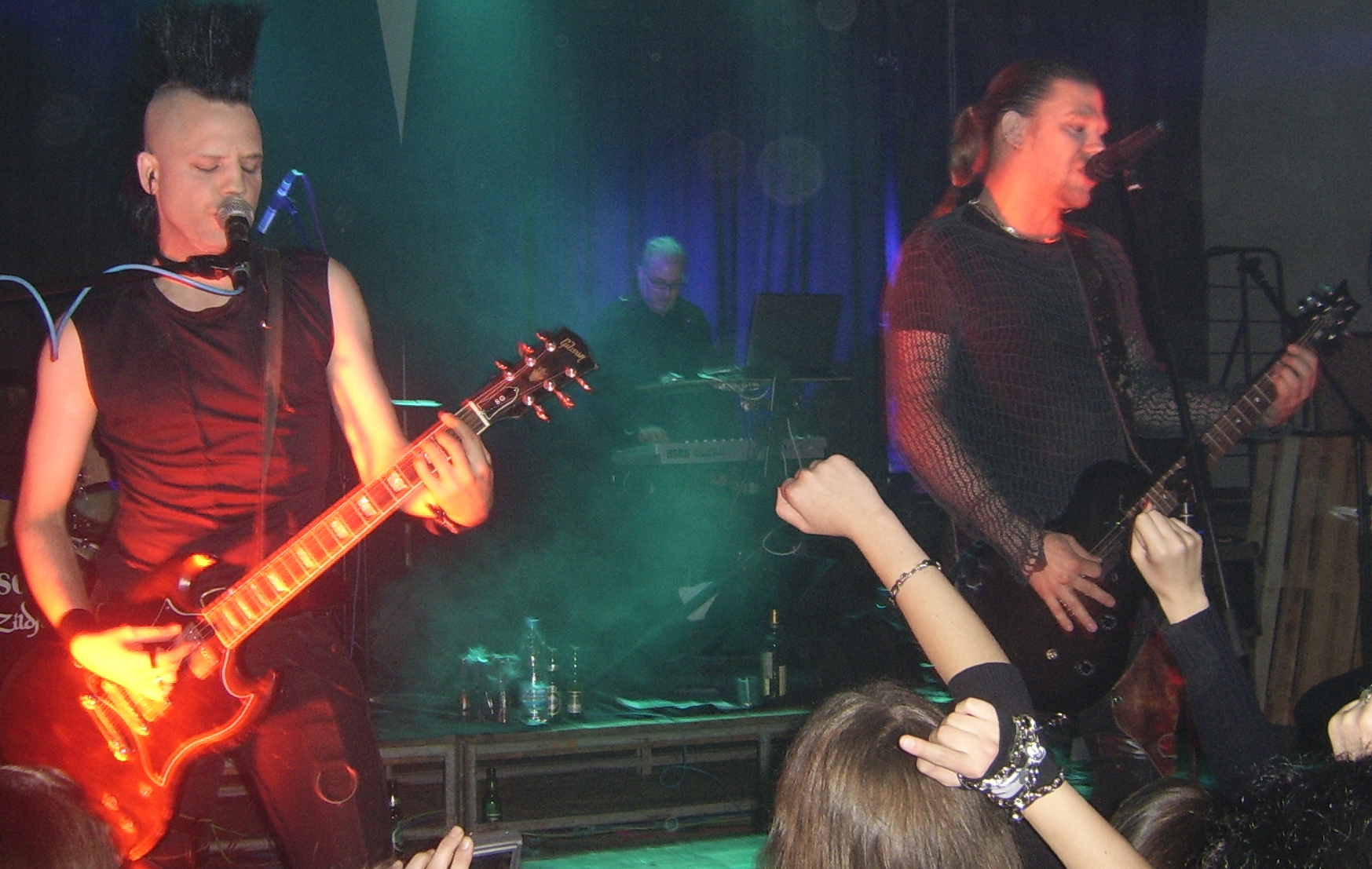
Diary of Dreams, lors d'un concert à Sofia, en 2008.

Adrian Hates (né en 1973) avait déjà joué avant 1989 dans un groupe d'étudiants, mais il semble que cela ne lui ait pas convenu pour faire aboutir ses idées. Il écrit en 1989 Tagebuch der Traüme, qui lui donne  l'inspiration pour le nom Diary of Dreams. À la recherche de musiciens partageant ses idées, il ne trouve que le guitariste Alistair Kane, avec qui il forme Diary of Dreams en 1989. Les quatre premières démos, en 1990, ne sont pas publiées, bien qu'Adrian se soit démené pour cela.
En 1994 sort avec difficulté Cholymelan, premier album de Diary of Dreams, sur Dion Fortune Records, label de The Garden of Delight, groupe dans lequel Adrian jouait de la basse depuis 1992. Inspiré par Dion Fortune, Adrian fonde son propre label, Accession Records, sur lequel sortiront tous les albums suivants du groupe.
Leur premier signe de consolidation survient en 1999, à la sortie de la compilation Moments of Bloom. Les deux albums suivants, One of 18 Angels et Freak Perfume (plus l'EP qui l'accompagne PaniK Manifesto) présentent des éléments de rythmes électroniques. Leur album Nigredo (2004) est plus orienté dance et intègre les premiers éléments de Futurepop. Vient la tournée Nigredo avec la publication l'album live Alive et son DVD Nine In Numbers. Suit de l'album Nekrolog 43 en 2007, au succès relatif selon Adrian Hates lui-même.
Leur neuvième album intitulé (if) est publié le 13 mars 2009. Le 26 mars 2010, et Hates produit ses premiers clips pour cet album, intégrant d'ailleurs Gaun:A et DNS comme membres officiels du projet. Cet album reste le plus gros succès de vente de DoD et selon le sondage du site officiel du groupe, celui que les fans préfèrent. Hates publie A Collection of …, qui est un best-of. 
Le 12 novembre 2010, le single Echo in Me de leur album à venir Ego:X, est publié. Le 26 avril 2011, l'album arrive en Europe en quatre différentes versions. La version américaine est publiée le 11 septembre 2011. Cet album est un échec commercial et critique. Le groupe ne sortira d'ailleurs aucun clip et comme on le voit en 2016 sur l'album Relive, n'en joue aucun titre en concert. Le 14 mars 2014, l'album studio Elegies in Darkness est publié. Il sera accompagné de deux singles et deux clips. 
Hates se dit inspiré, aussi bien dans les paroles que dans l'image, par l'expressionnisme allemand 1909-1935 et la « beauté de la laideur » durant sa carrière.

## Membres
- Adrian Hates - chant, guitare
- Gaun:A - guitare, chœurs, chœurs, artwork sur certains albums.
- Torben Wendt - claviers, chœurs
- D.N.S. - batterie

## Discographie

### Albums studio
- 1994 : Cholymelan (Dion Fortune, réédité en 1999)
- 1996 : End of Flowers
- 1997 : Bird Without Wings
- 1998 : Psychoma?
- 1999 : Moments of Bloom
- 2000 : One of 18 Angels
- 2002 : Freak Perfume
- 2003 : Dream Collector
- 2004 : Nigredo
- 2007 : Nekrolog 43
- 2009 : (If) - The Memento Ritual Project
- 2011 : Ego:X
- 2012 : The Anatomy of Silence
- 2014 : Elegies in Darkness
- 2015 : Grau im Licht
- 2017 : Hell in Eden
- 2023 : Melencholin

### Albums live
- 2005 : Alive
- 2016 : reLive

### Singles et EP
- 2001 : O' Brother Sleep (single)
- 2002 : Amok (single)
- 2002 : Panik Manifesto (EP)
- 2004 : Giftraum (single)
- 2005 : MenschFeind (EP)
- 2008 : The Wedding (single)
- 2009 : G(if)t (EP bonus de l'album (If).

### DVD
- 2006 : Nine in Numbers (DVD live)